# 日秀 (下野房)
日秀（にっしゅう、？ - 元徳元年8月10日（1329年9月3日））は、鎌倉時代中期から後期にかけて法華宗の僧。駿河国熱原滝泉寺の寺家僧であったが、日興に教化されて改宗した。下野房と号す。熱原法難から身を守るため富木常忍の元に身を寄せた。大石寺塔中理境坊開基。

## 略歴
- 建治元年（1275年）、日興の教化により駿河熱原滝泉寺寺家下野房日秀・越後房日弁・少輔房日禅・三河房頼円及び在家若干帰伏して弟子となる。
- 建治2年（1276年）、滝泉寺院主代行智遂に下野房日秀・越後房日弁・少輔房日禅・三河房頼円に称名念佛の誓状を求む、頼円之に応じ三師擯出せらる、日禅は河合に日秀・日弁は寺中に在りて弘教す。
- 弘安2年（1279年）、〔熱原の法難〕

10月12日、書を日興・日秀・日弁等に報じ滝泉寺申状草案を与う。
10月15日、下野房日秀・越後房日弁等滝泉寺申状を幕府に上る。
10月15日、熱原神四郎・弥五郎・弥六郎鎌倉に刑死す他17人放免。
10月15日、日興等鎌倉より日蓮に法難の状を急報。
10月17日、書を日興・日秀・日弁等に報ず〔聖人等御返事・変毒為薬御書〕
11月25日、大聖人、日頂に付して下野房日秀・越後房日弁を富木入道の許へ赴かしむ。
- 正応3年（1290年）、日秀、大石寺塔中理境坊を創す。
- 元徳元年（1329年）8月10日、大石寺塔中理境坊開基下野阿日秀駿河小泉に寂。